# Bougault-Reaktion
Die Bougault-Reaktion ist eine Namensreaktion der organischen Chemie und ermöglicht die Synthese von Indenderivaten. J. Bougault berichtete 1915 erstmals von dieser Reaktion.

## Übersichtsreaktion
Die Bougault-Reaktion findet in zwei Schritten statt. Zunächst erfolgt die Umsetzung mit Natriumethanolat, welcher sich eine Umsetzung mit Schwefelsäure anschließt.

## Reaktionsmechanismus
Im vorgeschlagenen Reaktionsmechanismus reagiert der β-Arylpropionsäureester 1 mit Natriumethanolat zu einem reaktiven Anion, welches mit Oxalsäurediethylester eine Kondensationsreaktion eingeht. Der dabei entstehende Glyoxylatester 2 reagiert anschließend mit Schwefelsäure in einer Cyclisationsreaktion zu dem gewünschten Indolderivat 3.
Zur Protonierung von 2 kann Schwefelsäure auch Phosphorsäure verwendet werden, um ungewünschte Nebenreaktionen zu unterdrücken.

## Anwendung
Die Bougault-Reaktion findet in der Synthese von Indenen, Dihydronaphthalinen und Naphthalinderivaten Anwendung.